# Arthur Deinstadt Ganong
Pour les articles homonymes, voir Ganong.
Arthur Deinstadt Ganong (1877-1963) est un industriel et un homme politique canadien du Nouveau-Brunswick.

## Biographie
Arthur D. Ganong naît le 3 août 1877 à Saint-Stephen, au Nouveau-Brunswick
Tout en travaillant à l'entreprise familiale de chocolat Ganong Bros. dont il sera le président de 1917 à 1957, il est élu député fédéral conservateur de la circonscription de Charlotte à la Chambre des communes le 28 juillet 1930.
Il est mort le 24 février 1963.